# غوردون لوند
غوردون لوند (بالإنجليزية: Gordon Lund)‏ هو لاعب كرة قاعدة أمريكي، ولد في 23 فبراير 1941 في آيرون ماونتن في الولايات المتحدة.

## وصلات خارجية
- غوردون لوند على موقعبيزبول رفرنس.كوم (الدوري الرئيسي) (الإنجليزية)